# Brighton Rock
Это статья о песне. О гитарном соло см. Гитарное соло Брайана Мэя.
«Brighton Rock» — первая песня с третьего студийного альбома британской рок-группы Queen Sheer Heart Attack. Известна благодаря продолжительной гитарной интерлюдии, исполнявшейся на концертах Queen на всём протяжении существования группы, которая была написана ещё в 1960-х для песни «Blag» группы Smile, в которую входили Брайан Мэй и Роджер Тейлор.
Вошла в сборники The Best of Queen 1976 года (вышел только в Южной Корее), The Best of Queen 1980 года (вышел только в Польше) и Golden Queen 1991 года (вышел только в Южной Корее).

## История создания
Была написана гитаристом Брайаном Мэем и изначально должна была войти во второй альбом, однако не была вовремя завершена. Название композиции неоднократно менялось, известны прежние варианты: «Happy Little Fuck», «Happy Little Day», «Blackpool Rock», «Bognor Ballad», «Southend Sea Scout», «Skiffle Rock» и «Herne Bay». По словам архивариуса Queen Грэга Брукса, вероятным «виновником» некоторых заголовков был звукорежиссёр Майк Стоун, окончательное же название сформировалось во время работы над песней. Вступительные звуки (карусель) были взяты группой из специального альбома эффектов, созданного Джеком Хольцманом. По словам Мэя, в студии не знали, что эта запись была позаимствована, но он считает, что противиться тому никто бы не стал.
На фанатской конвенции Queen, прошедшей в Нидерландах, была представлена ранняя демоверсия («Happy Little Fuck»). Большая часть текста в этой версии ещё сымпровизирована, но уже сформирована окончательная структура песни.

## Структура песни
Песня начинается со звуков карусели, длящихся до 30-й секунды, а на 15 секунде начинает вступать гитара. Гитарные партии довольно быстрые и могут считаться образцом раннего спид-метала. В 00:32 начинаются вокальные партии. Фредди Меркьюри изначально поёт женскую партию на очень высоких нотах, партия кончается в 00:53, а с 00:45 голос постепенно переходит с высокого фальцета на баритон. Далее баритоном исполняется мужская партия (до 01:03) и снова голос переходит на фальцет и снова идёт женская партия (до 01:18, с 01:11 голос плавно переходит на баритон). С 01:19 до 01:35 идёт «общая» партия, в которой накладываются записи исполнения строфы фальцетом и баритоном. Далее идут гитарные риффы собственно «Brighton Rock», в 01:44 переходящие в гитарные соло.
Первоначально гитарное соло исполняется ещё быстрее основной гитарной партии, однако в 02:35 скорость снижается, через несколько секунд вновь немного ускоряясь (не достигая прежней скорости, и в 03:10 окончательно снижаясь. Затем соло продолжается на средней скорости, с 04:20 резко убыстряется и заканчивается, переходя в основную мелодию. В 04:24 начинаются слышны гитарные партии собственно «Brighton Rock». В 04:27 соло заканчивается.
В 04:34 вновь вступает вокал. Меркьюри тем же фальцетом исполняет женскую партию, которая заканчивается в 04:40. До 04:46 баритоном исполняется мужская партия, на этом вокальные партии заканчиваются. Песня завершается гитарным проигрышем.

## Название песни
«Brighton Rock» — это название леденца, распространённого на британском курорте Брайтон. Также это словосочетание — название романа Грэма Грина.

## Тематика песни
Тематика «Brighton Rock» выдержана в стиле всего альбома. Она, как и другие песни с Sheer Heart Attack, обладает долей цинизма, при этом обыгрывая ситуацию с юмором.
В песне поётся о свидании молодой пары влюблённых — Джимми и Дженни в государственный праздник (англ. Jimmy went away Met his little Jenny on a public holiday), однако Дженни боится, что об этом узнает её мать, и уходит со свидания. Это действие разворачивается в первых двух куплетах. В третьем («общем») утверждается, что «любовь ещё дышит» (англ.  love is breathing still) и звучит обращение к Госпоже Луне со смиренной просьбой одарить простых людей магией своего света (англ. shine down a little people magic if you will), что означает, что Джимми добился своего. В конце же Дженни обращается к Джимми, «пишет письма каждый день» (англ. writes a letter everyday), о том, что они «должны быть всегда вместе», «ничто не может разрушить её любовь» (англ. We must ever be together, nothing can my love erase), однако Джимми извиняется и говорит, что боится, «если его жена узнает, как он провел выходные» (англ. I must apologise If my lady should discover how I spent my holidays).
В целом такая история вполне соответствует альбому, в частности, песням «Killer Queen» и «Flick of the Wrist», в которых поётся о человеческой продажности, «Stone Cold Crazy», обыгрывающей ситуацию с юмором, «Misfire», в которой поётся о любви, давшей осечку, «In the Lap of the Gods» и «In the Lap of the Gods… Revisited», посвящённых теме паразитирования.

## В театре
В 1997 году хореограф Морис Бежар использовал гитарное соло Брайана Мэя из этой песни в своём балете «Дом священника».